# 海底山脉
海底山脉是指大部分或完全位于水下，尤其是在海洋表面之下的山脉。如果它们是由当前的构造力量形成的，通常被称为洋中脊。相反，如果是由过去的水上火山活动形成的，则称为海山链。最大且最著名的海底山脉是一条洋中脊——大西洋洋中脊。有研究指出：“与陆地上的山脉类似，海底山脉也是频繁火山活动和地震活动的中心地带。”